# 정원용 기구

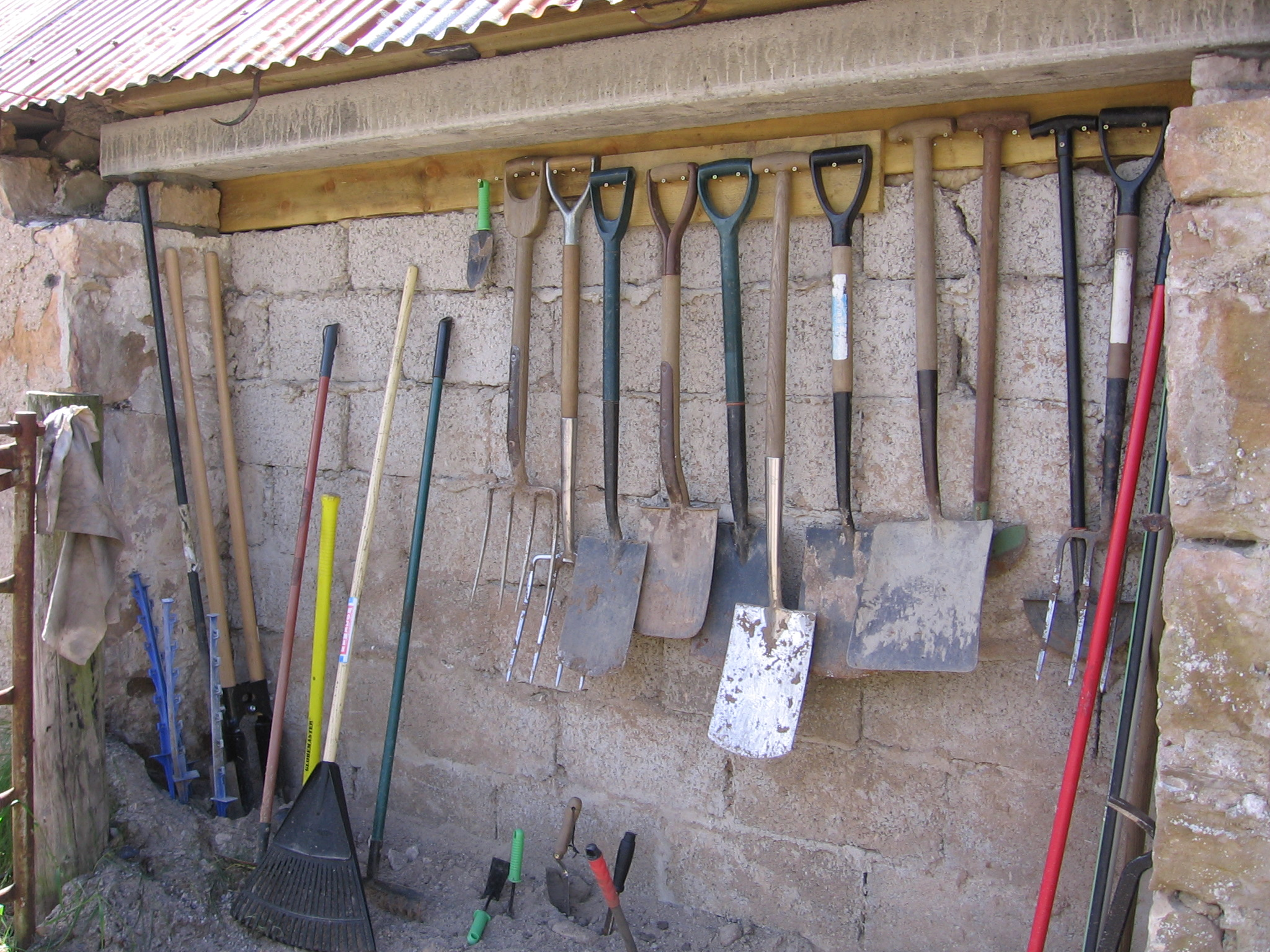
가래 (농기구), 갈퀴, 모종삽을 포함한 정원용 기구

정원용 기구, 정원도구, 가든 툴(gardeon tool)는 농업 및 원예용으로 제작된 도구 범위와 겹치는 정원 가꾸기 및 조경용으로 제작된 많은 도구 중 하나이다. 정원용기구는 수공구와 전동 공구로 나눌 수 있다.

## 수공구
오늘날의 정원용 기구는 인간이 사용한 최초의 농기구에서 유래되었다. 예로는 손도끼, 도끼, 낫, 큰낫, 쇠스랑, 가래 (농기구), 삽, 모종삽, 괭이, 포크 및 갈퀴가 있다. 어떤 곳에서는 마체테가 흔하다.
최초의 도구는 나무, 부싯돌, 금속, 주석, 뼈로 다양하게 만들어졌다. 처음에는 구리로, 나중에는 청동, 철, 강철로 금속가공이 발전하면서 전지가위(예: 모루 전지가위), 잔디 가위, 로퍼와 같은 효율적인 절단 도구를 포함하여 오늘날의 내구성 있는 도구가 생산되었다.
현대 합금의 사용이 증가함에 따라 많은 도구를 더 강하고 가볍게 만들 수 있어 내구성이 뛰어나고 사용하기가 더 쉬워졌다.

## 전동 공구
정원사에게 인기를 얻은 최초의 전동 공구는 예초기였다. 그 뒤를 이어 다양한 경운기(예: 로토틸러), 잔디 청소기, 트렌처, 전기톱, 미니 트랙터 등으로 이어졌다.
전동 공구는 육체 노동에서 대규모 기계화 농업으로의 전환을 가져왔다.

## 같이 보기
- 농기구